# Австралийский музей ископаемых и минералов

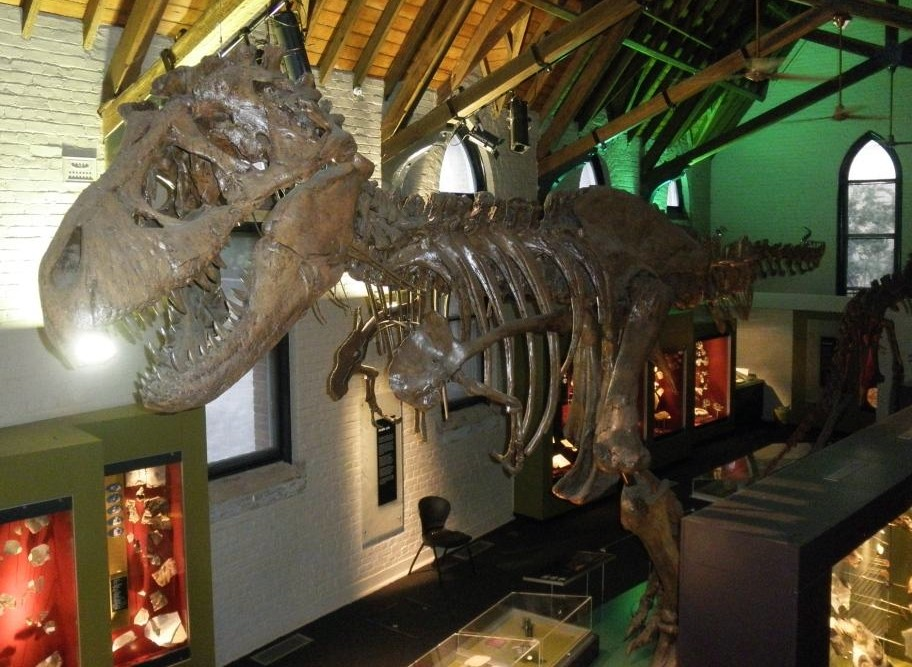
Тираннозавр Рекс

Австралийский музей ископаемых и минералов находится в городе Батерст (штат Новый Южный Уэльс). Музей был открыт в июле 2004 года. Коллекция располагается в зданиях, доставшихся в наследство от школы викторианской постройки (1874 год). В коллекции, известной как коллекция Соммервилля, насчитывается более двух тысяч экспонатов.

## Экспонаты

### Тираннозавр Рекс
Главная визитная карточка для туристов и энтузиастов — единственный в Австралии полный скелет тираннозавра (10,5 метров в длину и 4 метра в высоту). Кроме того, музей обладает самой большой в Австралии коллекцией окаменелостей в янтаре, окаменелых яиц динозавров и опалов.

### Коллекция Соммервилля
Примерно треть экспонатов коллекции Соммервилля представляет собой ископаемые окаменелости, остальные две трети — это минералы. Считается, что на год открытия коллекция оценивалась в 15 миллионов долларов США.

## Финансирование
Музей создавался на средства, поступившие от правительства и спонсоров, а также на благотворительные пожертвования. Постоянное функционирование музея обеспечивается за счёт средств областного совета Батерста.